# Palazzo Chiavari-Calcagno
Il palazzo Chiavari-Calcagno è un edificio storico italiano, sito in vico del Fieno 2, nel centro storico di Genova. È uno dei Palazzi dei Rolli che furono designati, al tempo della Repubblica di Genova, a ospitare gli ospiti di alto rango durante le visite di stato per conto del governo genovese.

## Storia e descrizione
L'edificio comparve per la prima volta nei rolli nel 1588, a nome degli eredi di Gerolamo Chiavari, doge della Repubblica di Genova nel 1583-1585.
Passato prima della fine del XVIII secolo alla famiglia Durazzo, conserva l'impianto cinquecentesco. Un significativo portale marmoreo con iscrizione (unanimes), posto su vico del Fieno, introduce a un piccolo atrio, ridotto rispetto alle dimensioni originarie, e allo scalone voltato e infrascato che serve i primi tre piani, in corrispondenza dei quali, nei vani caposcala, sono collocati originali portali in pietra di Promontorio.
Degni di nota sono anche il portale ligneo che interrompe la scala tra il primo e il secondo piano e la colonna caposcala "a bulbo". Alcuni degli appartamenti nei quali è suddiviso conservano al loro interno ricchi ambienti voltati e decorati.